# Фонтана ди Нивионе (Павија)
Фонтана ди Нивионе је насеље у Италији у округу Павија, региону Ломбардија.
Према процени из 2011. у насељу је живело 35 становника. Насеље се налази на надморској висини од 444 м.